# Mirjana Medić
Mirjana Medić (30. srpnja 1964.), hrvatska šahistica, velemajstorica i šahovska sutkinja. 
Po statistikama FIDE sa službenih internetskih stranica od 12. travnja 2012., s 2236 bodova 4. je aktivna igračica na ljestvici šahistica u Hrvatskoj, 272. u Europi a 346. na svijetu. 
Naslov međunarodne majstorice 1998. godine. Naslov ženskog velemajstora stekla je 1999. godine i tako postala prva hrvatska šahistica s tom titulom.
Sestra je međunarodne šahovske sutkinje Radmile Švaljek.

## Vanjske poveznice
- Hrvatski šahovski savez  Arhivirana inačica izvorne stranice od 11. travnja 2012. (Wayback Machine) Nacionalna rejting lista od 1. ožujka 2012.